# Làng Hành Hương

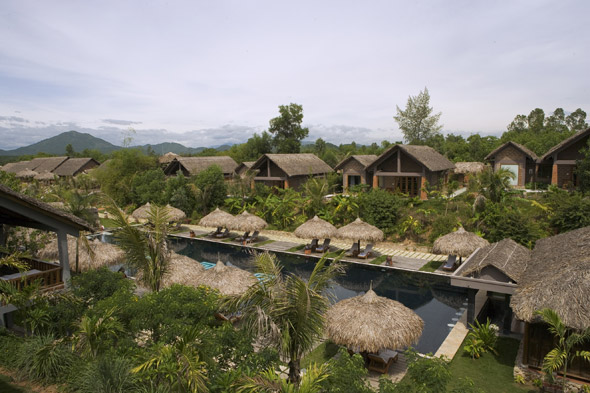
Cảnh quan chung

Làng Hành Hương (tên Tiếng Anh: Pilgrimage Village) là một khu du lịch sinh thái đạt chuẩn 5 sao đầu tiên tại Huế, Việt Nam, có kiến trúc cân bằng giữa văn hóa Huế với môi trường, giữa nghệ thuật hiện đại và phong cách truyền thống. Khu nghỉ mát đã đạt nhiều giải thưởng kiến trúc trong nước và quốc tế và là một trong 24 doanh nghiệp tiêu biểu của tỉnh Thừa Thiên- Huế.

## Lịch sử

### Hình thành
Làng Hành Hương được xây dựng trên một công trình thủy lợi Nam Sông Hương đã bỏ hoang từ lâu không sử dụng, thuộc địa phận xã Thủy Xuân-Thành phố Huế, Tỉnh Thừa Thiên Huế với diện tích rộng hơn 4 ha nằm cuối đường Minh Mạng.

### Phát triển
- Năm 2004: chính thức đưa vào hoạt động.
- Năm 2006: khởi công dự án mở rộng Làng Hành Hương.
- Năm 2007: khánh thành khu nghỉ dưỡng Làng Hành Hương.
- Năm 2008:

- Tổng cục Du lịch Việt Nam công nhận Làng Hành Hương đạt tiêu chuẩn năm sao.
- Là thành viên của tổ chức SLH (Small Luxury Hotels of the World).

## Chi tiết
Có 99 phòng bao gồm các biệt thự và nhà Bungalows.

## Giải thưởng
- Giải thưởng Kiến Trúc Quốc gia năm 2010 (Hội Kiến trúc sư Việt Nam (VAA))[7] cho công trình kiến trúc Làng Hành Hương của nhóm thiết kế: KTS Nguyễn Nguyến - Đinh Thế Anh - Nguyễn Hà - Nguyễn Thành Linh - Nguyễn Văn Hoàn - Lê Văn Trường.
- Giải thưởng Văn Học Nghệ thuật Cố Đô Lần IV[8] cho công trình kiến trúc Làng Hành Hương của nhóm thiết kế: KTS Nguyễn Nguyến - Đinh Thế Anh - Nguyễn Hà - Nguyễn Thành Linh - Nguyễn Văn Hoàn - Lê Văn Trường".
- Best Hotel Vietnam và The Architecture Award Vietnam (tạp chí truyền thông CNBC bình chọn)[9]
- Top 10 khu Spa có thiết kế đẹp của châu Á (tạp chí du lịch ASIASPA)[10]
- Một trong sáu resort đẹp nhất của châu Á" do độc giả Tuần báo Chủ Nhật (Sunday Weekly) Anh quốc bình chọn.[5]